# 恥ずかしすぎて
「恥ずかしすぎて」（はずかしすぎて）は、南野陽子のデビュー・シングル。1985年6月23日にCBS・ソニーからリリースされた。

## 概要
本作は南野の18歳の誕生日である6月23日に発売された。
アイドル歌手デビュー当時のキャッチフレーズは「可憐だね陽子」「純だね陽子」。
南野は人前で歌ったことも無かったということで、歌うのが恥ずかし過ぎたということから声が出ず2日間歌えなかった。スタジオのレンタル期限が迫っていたこともあり、3日目にしてスタッフと一緒に歌うところから始まり、そこからスタッフが1人ずつ徐々に抜け、最後にやっと何とか1人で歌うことが出来た。
デビュー曲として予定されていたのは『天使のハンカチーフ』という曲だったが、南野のこの様子を見た作詞家の康珍化が、この曲に変更した。
シングルジャケット及びレーベル面には、「恥ずかしすぎて」が「TOO SHY TO SAY」、「さよなら、夏のリセ」は「GOOD-BYE MY SCHOOL DAYS」とそれぞれ英語のタイトルが付けられている。
1989年8月21日にCDシングルで再発売、約4年ぶりにオリコンシングルチャートにランクインした。

## 収録曲
両曲共通　作詞: 康珍化／作曲: 都倉俊一／編曲: 大村雅朗
1. 恥ずかしすぎて（4:14）
2. さよなら、夏のリセ（3:25）